# Prosélénos
Prosélénos, est à la fois une prêtresse et une sorcière, un des personnages du roman de Pétrone, le Satyricon.

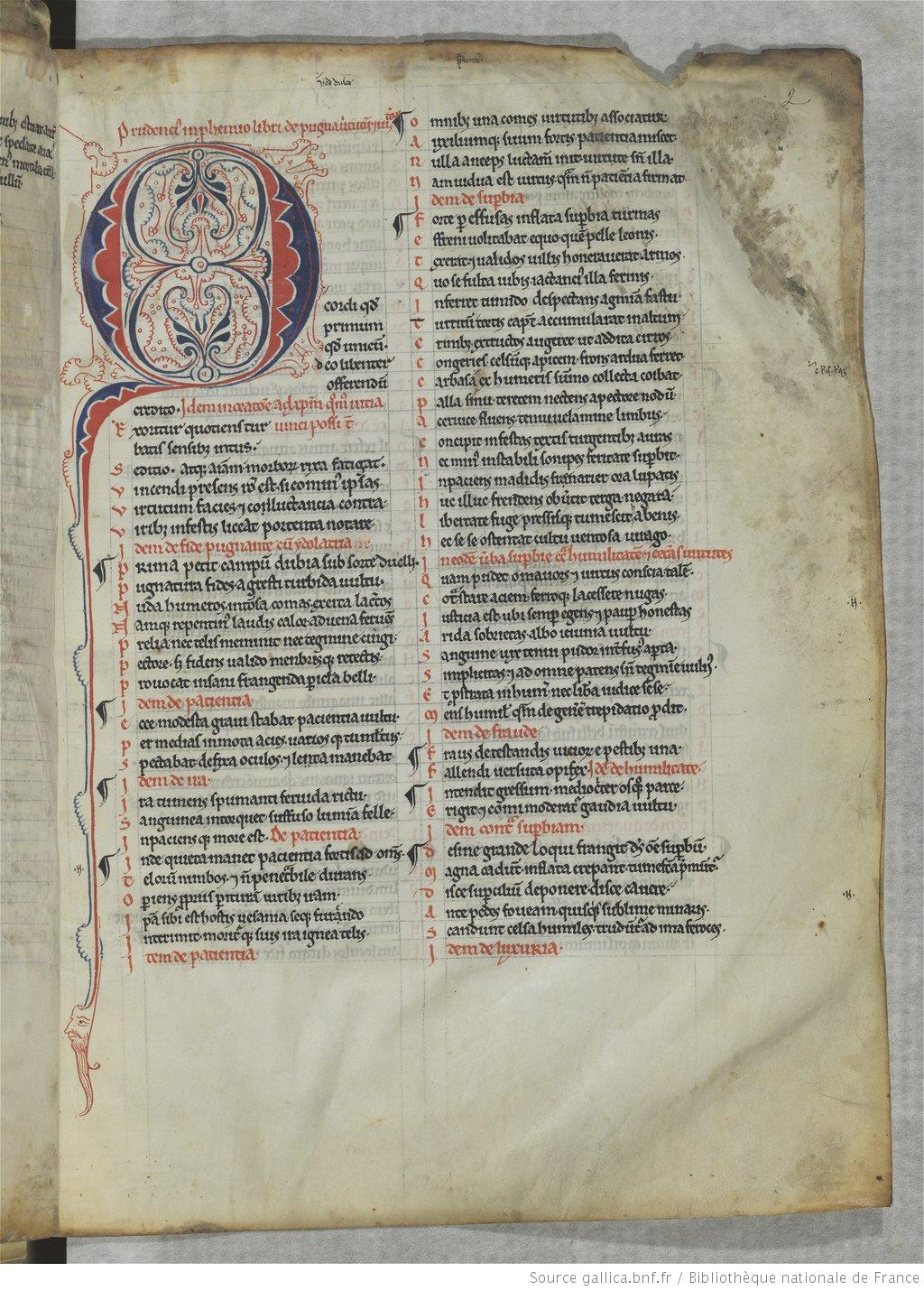
Florilegium Gallicum.

## Étymologie
Son nom est composé du préfixe pro et du radical selen- qui désigne en grec ancien la lune comme astre ou divinité. Son nom indiquerait donc qu'elle est au service d'un culte lunaire, fréquent dans les pratiques de sorcellerie ou de magie, surtout quand elles sont opérées par des femmes.

## Apparition dans le roman
Elle apparaît au cours du chapitre CXXXII et sq.. Encolpe, le personnage principal dont le roman relate en partie les aventures, a une liaison avec une femme patricienne mais il se montre incapable de la satisfaire, ce qui met cette dernière en colère. Prosélénos intervient alors pour le guérir magiquement de sa défaillance, avec l'aide d'une prêtresse, Œnothée mais sans succès.

## Portrait
C'est une vieille femme. Elle est laide. Elle a les cheveux défaits. Elle est habillée de noir. Elle frappe Encolpe avec un balai. Elle se montre cupide, vorace, peu religieuse et charlatane.

## Pratiques
Incantations, sacrifice, prédiction, potion, baume.

## Source
- Le Satyricon de Pétrone, Eumolpe, chapitre CXXXII et sq.